# Benayes
Benayes (okzitanisch Benaias) ist eine aus dem Hauptort sowie mehreren Weilern (hameaux) und Einzelhöfen (fermes) bestehende französische Gemeinde mit 222 Einwohnern (Stand 1. Januar 2022) im Westen des Départements Corrèze in der Region Nouvelle-Aquitaine (vor 2016 Aquitanien).

## Lage und Klima
Der Ort Benayes liegt knapp 88 km (Fahrtstrecke) nordöstlich von Périgueux bzw. knapp 50 km südöstlich von Limoges in einer Höhe von ca. 405 m; durch das Gemeindegebiet fließt der Fluss Auvézère. Das Klima ist gemäßigt; Regen (ca. 1015 mm/Jahr) fällt übers Jahr verteilt.

## Bevölkerungsentwicklung
| Jahr      | 1800 | 1851 | 1901 | 1954 | 1999 | 2015 |
| Einwohner | 560  | 950  | 923  | 600  | 310  | 235  |

Der Bevölkerungsrückgang im 20. Jahrhundert ist im Wesentlichen auf die Mechanisierung der Landwirtschaft und die Aufgabe von bäuerlichen Kleinbetrieben zurückzuführen.

## Wirtschaft
Die Gemeinde ist immer noch in hohem Maße landwirtschaftlich geprägt, wobei die Viehzucht eine Hauptrolle spielt. Im Ort selber haben sich Kleinhändler, Handwerker und Dienstleister niedergelassen. Seit den 1960er Jahren werden einige der leerstehenden Häuser als Feriendomizile (gîtes) vermietet.

## Geschichte
In der Umgebung gibt von Benayes gibt es mehrere gallorömische Fundstellen. Um das Jahr 1000 entstand hier ein Priorat der Abtei Saint-Martial in Limoges, aus welchem die heutige Pfarrkirche Saint-Maurice hervorging.

## Sehenswürdigkeiten
- Die Église Saint-Maurice stammt aus dem 13. oder 14. Jahrhundert. Der einschiffige Bau verfügt über einen zweigeteilten Glockengiebel (clocher mur) über einer ansonsten schmucklosen Westfassade. Die Innenwände des Bauwerks sind mit Fugenmalereien versehen; der Dachstuhl besteht aus einer Zimmermannskonstruktion mit Zugankern.

Umgebung
- Das auf einer Anhöhe ca. 1 km (Luftlinie) östlich des Ortes gelegene Château de Forsac (45° 31′ 15″ N, 1° 28′ 49″ O) existierte bereits im 13. Jahrhundert. Nach Bränden und anderen Zerstörungen während des Hundertjährigen Krieges (1337–1453) und der Hugenottenkriege (1562–1598) wurde es im ausgehenden  16. Jahrhundert wiederaufgebaut. Eine umfassende Modernisierung erlebte das Schloss gegen Ende des 19. Jahrhunderts.
- Einer unweit des Schlosses im Wald gelegenen Quelle (Font-Faure) wird eine heilsame Wirkung nachgesagt. Sie ist das Ziel einer jährlich stattfindenden Wallfahrt.